# Javier Coronel
Javier Coronel (Argentina, 21 de diciembre de 2001) es un jugador profesional argentino de rugby que se desempeña en la posición de pilar derecho en C. R. El Salvador, equipo perteneciente a la División de Honor.

## Carrera
Coronel comenzó su carrera deportiva con el equipo Club Universitario de La Plata. En 2023 se unió a Pampas del Super Rugby Américas, donde estuvo dos temporadas. También es parte de la segunda selección argentina de rugby, Argentina XV.
Después fichó por el equipo brasileño de la misma liga, el Cobras Brasil Rugby, donde solo estuvo una temporada. Para la temporada 2024-25 fichó por el C. R. El Salvador, equipo perteneciente a la División de Honor española. 